# Ɵ
La O con barra transversal (Ɵ, minúscula ɵ), llamada O rayada u O tachada, es una letra adicional que forma parte de varios alfabetos extendidos como el Nuevo Alfabeto Turco  (para escribir en tártaro y tuvano), el Alfabeto de referencia africano (para el  dan de Liberia). Esta letra está formada por una O con una barra horizontal inscrita.
No debe confundirse con la O con barra oblicua ⟨Ø, ø⟩ usada en danés y noruego.

## Uso
La letra O rayada se usa en la lengua dan en el país africano occidental de Liberia. Además se le pueden añadir diacríticos, específicamente los acentos de tono: ɵ́, ɵ̀, ɵ̂.

### Alfabeto fonotípico
La O rayada ⟨Ɵ ɵ⟩ se utiliza en el alfabeto fonotípico inglés de Isaac Pitman de 1845 y representa una vocal semiabierta posterior [ɔ], por ejemplo en la palabra inglesa caught [ˈkʰɔːt].

### Alfabeto Fonético Internacional
La O rayada ⟨ɵ⟩ y el épsilon cerrado ⟨ʚ⟩ fueron utilizados por algunos lingüistas alemanes, incluido Wilhelm Viëtor en 1899, como alternativa a los símbolos del alfabeto fonético internacional, respectivamente, o tachada en diagonal ⟨ø⟩ para una vocal semicerrada central redondeada y oe ⟨œ⟩ para una vocal anterior semiabierta redondeada. Estos dos símbolos fueron aceptados como símbolos alternativos por la Asociación Fonética Internacional durante varios años a principios del XX XX. siglo.
La O rayada ⟨ɵ⟩ fue usada posteriormente en el Alfabeto Fonético Internacional para transcribir la vocal central cerrada redondeada, una vocal entre o y ø; que también se puede transcribir [ö]. La o rayada se convierte en el símbolo oficial de esta vocal en 1993

## Codificación informática
Esta letra tiene las siguientes representaciones Unicode
| Carácter      | Ɵ                                        | Ɵ                                        | ɵ                           | ɵ                           |
| ------------- | ---------------------------------------- | ---------------------------------------- | --------------------------- | --------------------------- |
| Unicode       | LATIN CAPITAL LETTER O WITH MIDDLE TILDE | LATIN CAPITAL LETTER O WITH MIDDLE TILDE | LATIN SMALL LETTER BARRED O | LATIN SMALL LETTER BARRED O |
| Codificación  | decimal                                  | hex                                      | decimal                     | hex                         |
| Unicode       | 415                                      | U+019F                                   | 629                         | U+0275                      |
| UTF-8         | 198 159                                  | C6 9F                                    | 201 181                     | C9 B5                       |
| Ref. numérica | &#415;                                   | &#x19F;                                  | &#629;                      | &#x275;                     |